# Wykidajło
Wykidajło, znany także pod tytułem Przydrożny Bar (tytuł oryginalny Road House) – amerykański film fabularny z 1989 roku wyreżyserowany przez Rowdy’ego Herringtona z Patrickiem Swayze w roli głównej, który gra bramkarza w przydrożnym barze.
W 2006 roku powstał film Wykidajło 2 (Road House 2: Last Call) wydany bezpośrednio na rynek kina domowego, w 2024 pojawił się remake pierwszej części Road House.			

## Treść
Akcja toczy się w miasteczku Jasper. Tilhgman jest właścicielem miejscowej knajpy „Double Deuce”. Niestety klientami są głównie gangsterzy, którzy załatwiają tam swoje porachunki. Niemal codziennie dochodzi do awantur, w następstwie których giną ludzie. Nie mogąc sobie poradzić z coraz bardziej brutalnymi gośćmi, wynajmuje wykidajłę Daltona (Patrick Swayze), znanego mistrza karate.

## Obsada
- Patrick Swayze - Dalton
- Kelly Lynch - Dr. Elizabeth Clay
- John Doe - Pat McGurn
- Kathleen Wilhoite - Carrie Ann
- Kevin Tighe - Frank Tilghman
- Ben Gazzara - Brad Wesley
- Sam Elliott - Wade Garrett
- Marshall R. Teague - Jimmy
- Roger Hewlett - Younger
- Keith David - Ernie Bass
- Gary Hudson - Steve
- Julie Michaels - Denise
- Michael Rider - O’Connor, Wesley Thug
- Terry Funk - Morgan